# Ołena Krasowśka
Ołena Anatolijiwna Owczarowa-Krasowśka (ukr. Олена Анатоліївна Овчарова-Красовська; ur. 17 sierpnia 1976 w Kijowie) – ukraińska lekkoatletka, płotkarka, trzykrotna olimpijka (1996-2004).
Wyniki na poziomie międzynarodowym zaczęła osiągać w 1995 kiedy ustanowiła (aktualny do 2016 roku) rekord Europy juniorek na 100 metrów przez płotki (12,88 s). W 2000 roku sięgnęła po brązowy medal na 60 metrów przez płotki podczas rozegranych w Gandawie halowych mistrzostw Europy. Srebrna medalistka mistrzostw Europy (bieg na 100 m przez płotki, Monachium 2002) oraz igrzysk olimpijskich (bieg na 100 m przez płotki, Ateny 2004).

## Rekordy życiowe
- bieg na 100 m przez płotki – 12,45 (2004) – rekord Ukrainy[1]
- bieg na 60 m przez płotki – 8,01 (2000)
- bieg na 50 m przez płotki – 6,98 (2001)
- bieg na 100 m – 11,53 (2002)
- skok w dal (hala) – 6,52 (1999)